# Iltjan Nika
Iltjan Nika (ur. 23 marca 1995 w Puce) – albański kolarz szosowy. Brązowy medalista Mistrzostw Świata w Kolarstwie Szosowym 2013 w wyścigu ze startu wspólnego juniorów.
Nika urodził się w Albanii, jednak jako 10-latek przeprowadził się z rodziną do Włoch, gdzie po roku rozpoczął treningi kolarstwa.

## Osiągnięcia
Opracowano na podstawie:

2013
- 3. miejsce w mistrzostwach świata juniorów (start wspólny)

2014
- 1. miejsce w mistrzostwach Albanii (jazda indywidualna na czas)
- 2. miejsce w mistrzostwach Albanii (start wspólny)

2015
- 1. miejsce w mistrzostwach Albanii U23 (jazda indywidualna na czas)
- 1. miejsce w mistrzostwach Albanii U23 (start wspólny)

2016
- 2. miejsce w mistrzostwach Albanii (start wspólny)
- 2. miejsce w Balkan Elite Road Classics

2017
- 1. miejsce w mistrzostwach Albanii (jazda indywidualna na czas)
- 1. miejsce w mistrzostwach Albanii U23 (start wspólny)

## Rankingi
| Rok             | 2014 | 2015 | 2016  | 2017  | 2018  |
| --------------- | ---- | ---- | ----- | ----- | ----- |
| World Ranking   |      |      | 1350. | 1900. | 1023. |
| UCI Europe Tour | 355. | -    | 918.  | 1224. | 637.  |
|                 |      |      |       |       |       |
| Źródło: UCI     |      |      |       |       |       |